# Hydroptila angusta
Hydroptila angusta är en nattsländeart som beskrevs av Ross 1938. Hydroptila angusta ingår i släktet Hydroptila och familjen smånattsländor. Inga underarter finns listade i Catalogue of Life.